# Мачерата
За провинцията вижте Мачерата (провинция).
Мачера̀та (на италиански: Macerata) е град и община в централна Италия, административен център на провинция Мачерата в регион Марке. Разположен е на 315 m надморска височина. Населението на града е 43 107 души (към април 2010).